# Mörkberget
Mörkberget är en klippa utanför Järvsö i Hälsingland som är populär som klättringsklippa. Toppen ligger 291 meter över havet.
På klippan finns ett 60-tal klätterleder, de flesta av medelhög svårighetsgrad. Klättringen på berget upptäcktes 1982 av medlemmar i Hälsinglands Klätterklubb, vilka också utvecklade de flesta av bergets leder, huvudsakligen under perioden 1984-1989.